# 樽床ダム
樽床ダム（たるとこダム、たるどこダム）は、広島県山県郡北広島町東八幡原地先、一級河川・太田川水系柴木川の最上流部に建設されたダムである。
中国電力株式会社が管理する発電専用ダムで、堤高42mの重力式コンクリートダムである。太田川本川の立岩ダム、滝山川の王泊ダムと共に「太田川三ダム」と総称されており、三ダムの中では最も新しいダムである。ダムによって形成された人造湖は聖湖（ひじりこ）と命名され、名勝・三段峡の最上流部でもあることから県北部の観光地となっている。西中国山地国定公園に指定されている。

## 沿革
太田川における電源開発は1935年（昭和10年）滝山川に王泊ダムが、1939年（昭和14年）には太田川本川に立岩ダムと鱒溜ダムが建設され、大ダムを伴う水力発電の開発が進められた。戦後、王泊ダムは発電能力増強を目的に嵩上げ工事が行われるが、太田川の有力な支流である柴木川にも発電専用ダムの建設が中国電力株式会社によって進められた。
こうして柴木川最上流部に1957年（昭和32年）に完成したのが樽床ダムである。ダムを調整池として利用する柴木川第一発電所は最大出力24,000kWを有する。下流には柴木川ダム（重力式コンクリートダム、15.5m）と柴木川第二発電所が建設され、最大出力6,600kWの発電を行う。

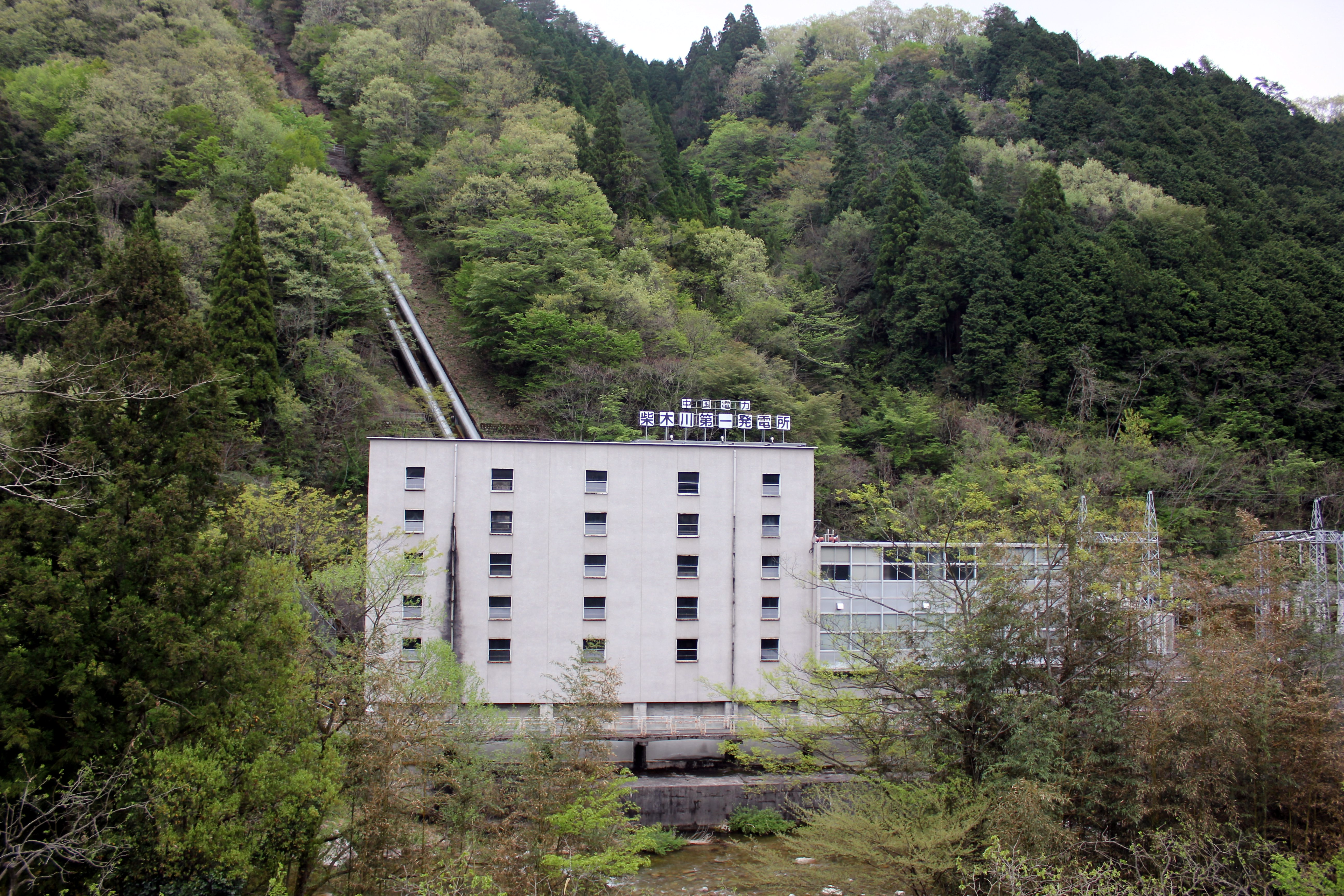
柴木川第一発電所
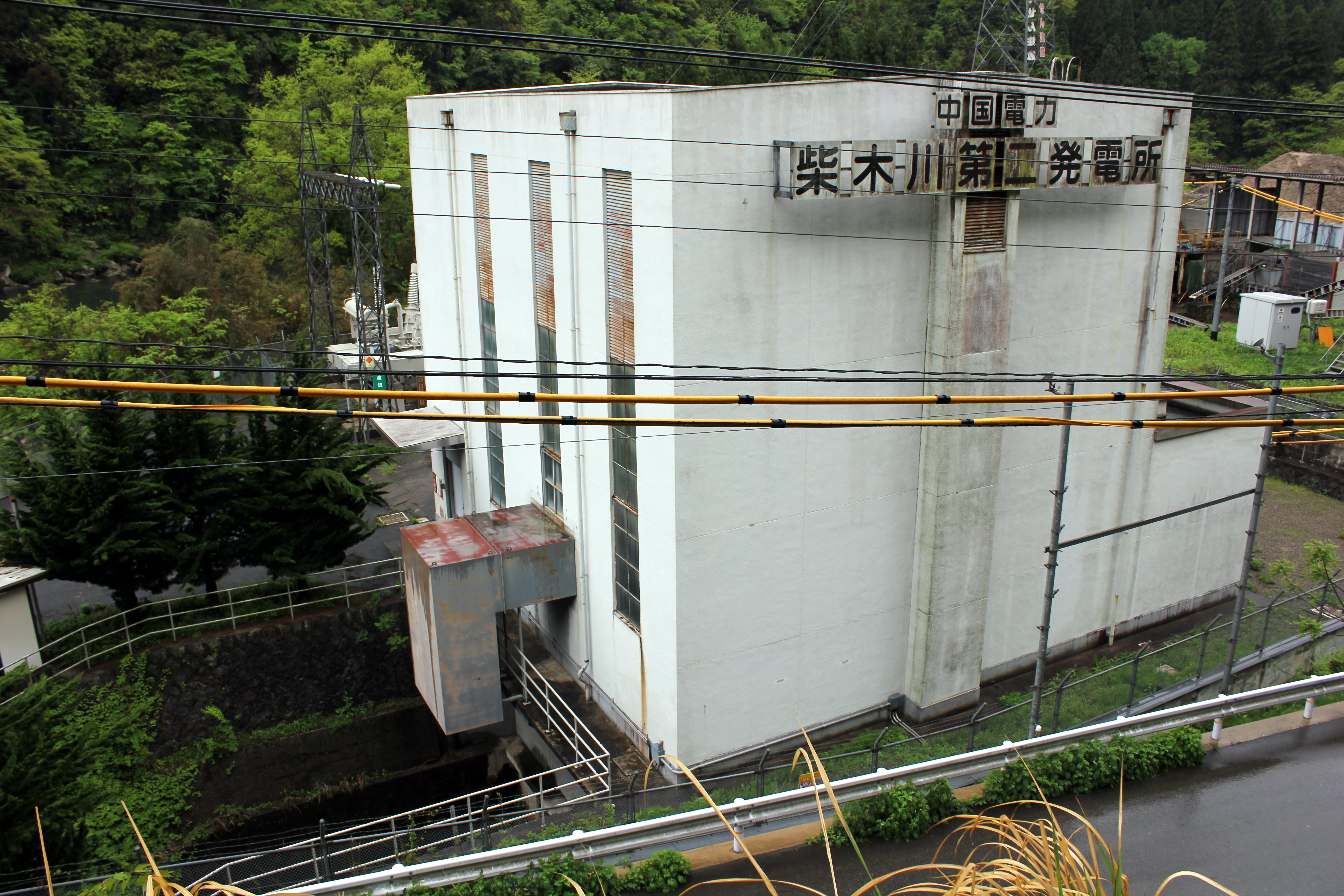
柴木川第二発電所

## 聖湖
ダム湖は「聖湖」と呼ばれる。国の特別名勝・三段峡の直上流に当たり、三段滝等の名瀑が数多く、西中国山地国定公園にも指定されている。三段峡から聖湖に掛けては新緑・紅葉が景色に彩を添える。湖畔には臥龍山が聳えるが、山麓には広大なブナ原生林が広がり自然が多く残され、広島県営聖湖キャンプ場も備えられ自然に親しむ空間が形成されている。
ダム建設により樽床集落が聖湖の湖底に沈んだが、この樽床集落の山村生活を紹介する「芸北民俗博物館」がダム傍に建設されている。県内で独自の発達を遂げた農機具や生活用具を約500点展示しており、湖底より移築された芸北地方の伝統的建築「中門造り」家屋と共に国の重要有形民俗文化財に指定されている。

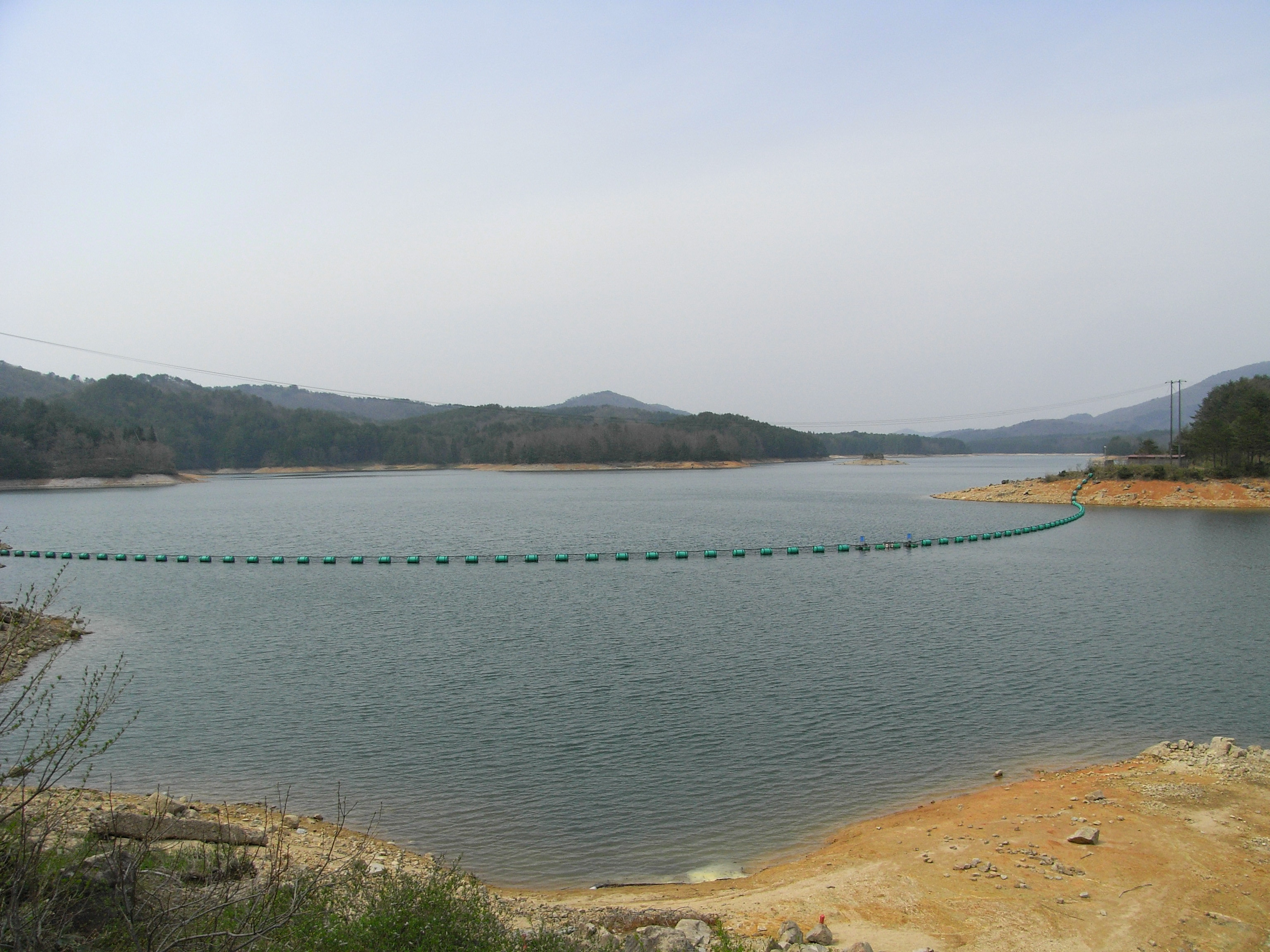
聖湖
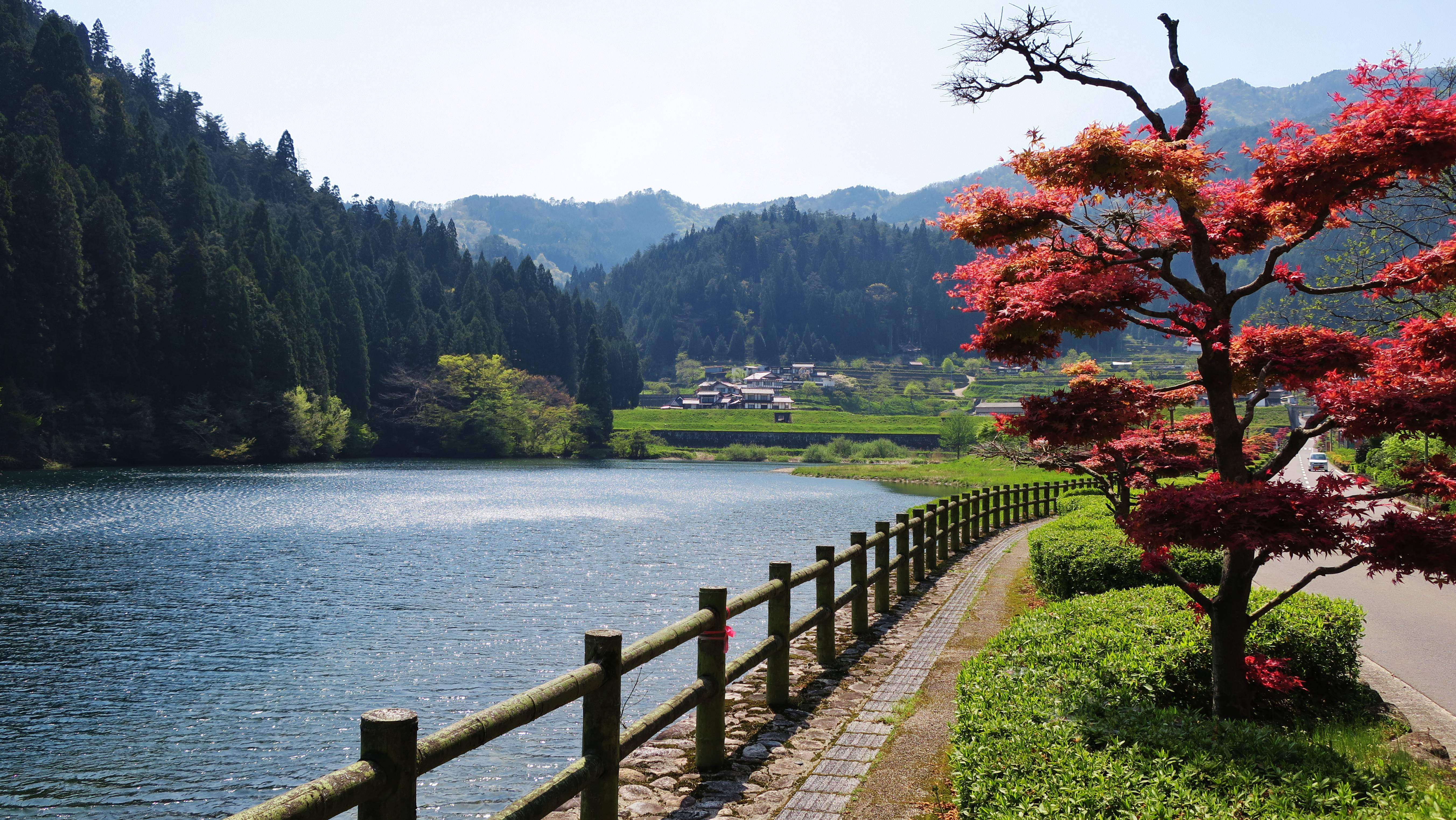
柴木川ダム湖
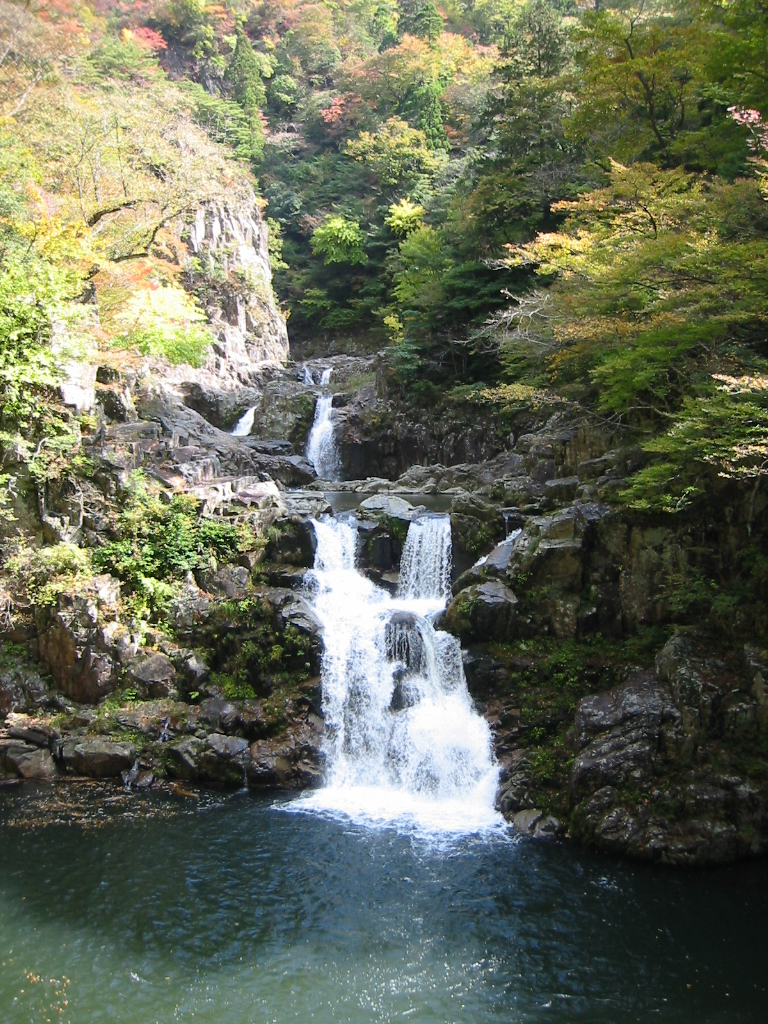
三段峡